# Madonna zingarella
La Madonna "zingarella" è un dipinto a olio su tela (68,8x83,8 cm) di Tiziano, databile al 1512 circa e conservato nel Kunsthistorisches Museum di Vienna.

## Storia
L'opera proviene dalle collezioni dell'arciduca Leopoldo Guglielmo d'Austria. Radiografie hanno rivelato un paesaggio differente da quello visibile, relativo a una prima stesura dell'opera. Una possibile attribuzione a Giorgione è ormai superata. Varie e consistenti sono state le oscillazioni sulla datazione, anche se oggi si tende a riferire l'opera a un periodo vicino agli affreschi della Scuola del Santo a Padova (1511).
Ne esiste una copia antica, con firma di Tiziano, nell'Accademia dei Concordi a Rovigo.

## Descrizione e stile
Il titolo è ottocentesco e si riferisce ai capelli scuri e ai lineamenti della Madonna, vagamente "gitani": si tratta di una definizione adottata a quell'epoca anche per molte altre Madonne e figure femminili cinquecentesche di vari pittori. Il tipo di Madonna, dagli occhi scuri, è usato da Tiziano solo in questa opera.
Ispirata alle opere di Giovanni Bellini, la Madonna col Bambino è rappresentata a mezza figura sullo sfondo di un panno verde disteso (sono ancora visibili i segni sul tessuto da ripiegato), mentre a sinistra, oltre un parapetto, si intravede un paesaggio bucolico. Il Bambino si trova in piedi su una soglia marmorea appena sopra il bordo inferiore del dipinto. Gli sguardi di madre e figlio sono malinconicamente rivolti verso il basso, citando lavori di Giorgione.
Il colore, steso con la tecnica tonalista, crea ampie campiture che accrescono il senso di volume delle figure. La figura di Maria appare infatti come dilatata nello spazio, con l'ampia piega del mantello che crea una sorta di manica foderata di preziose damascature. Tutt'altro che idealizzato è però il rapporto tra madre e figlio, resi con pulsante umanità, secondo una delle caratteristiche più evidenti dello stile di Tiziano.